# こちら葛飾区亀有公園前派出所 (テレビドラマ)
『こちら葛飾区亀有公園前派出所』は、秋本治の同名の漫画作品を原作とし、2009年8月1日から9月26日までTBS系の「土曜20時」枠で毎週土曜日19:56 - 20:54（JST）に放送されていた日本のテレビドラマ。主演はSMAP（当時）の香取慎吾。

## 概要
香取のTBSドラマ主演は『いちばん大切なひと』以来12年ぶりで、単独主演は初めてとなった。土曜20時台の連続ドラマでは、2008年4月期に放送された『ROOKIES』以来、『週刊少年ジャンプ』原作のドラマ化である。
当初、原作者の秋本治は両津役に（テレビアニメ版や舞台で演じた）ラサール石井を指名したが、石井本人は「ゴールデンタイムの連続ドラマを担う主役と考えた場合、自分の任や年齢的なことも考え、またそれをこなすスケジュール調整も実際に難しい」との考えから辞退（両津銀次役での再オファーは快諾）。ドラマ放送開始日と同日の2009年8月1日から、タイアップ商品としてコッペパンの「こっちぱん!?」（黒みつ&マーガリン）が山崎製パンより全国で発売された。
2010年2月10日にDVD版が発売。2011年8月6日に劇場版『こちら葛飾区亀有公園前派出所 THE MOVIE 〜勝どき橋を封鎖せよ!〜』が公開された。

## キャスト

### 亀有公園前派出所
- 両津勘吉 - 香取慎吾

通称は両さん。今作の主人公で、亀有公園前派出所勤務の警察官。階級は巡査長。いつも仕事をサボって騒動ばかり起こして上司の大原部長を散々困らせている。性格はとても短気で喧嘩っ早いが、上司の大原部長には頭が上がらない。
- 秋本・カトリーヌ・麗子 - 香里奈

亀有公園前派出所に勤務する唯一の婦人警察官。大金持ちである。両津の事を両ちゃんと呼んでいる。美人だがとても気が強く、怒らせると非常に怖い。原作やアニメでは名前が秋本麗子と表示されている。
- 中川圭一 - 速水もこみち

亀有公園前派出所に勤務する新人警察官。両津には派出所に配属された当初からずっと世話になっており、そのため彼の事をずっと先輩と呼んでいる。中川財閥の社長を務める大金持ちでもある。
- 大原大次郎 - 伊武雅刀

巡査部長であり、亀有公園前派出所の班長。とても誠実で厳格な警察官であり、どんな部下が相手でも妥協を許さない。そのため周囲から一目置かれており、部下の1人である両津でさえも頭が上がらない。いつも勤務をサボって騒動ばかり起こす両津には頭を痛めている。

### 亀有商店街の住人
- 上野 - なぎら健壱

商店街の会長。通称「ご隠居」。
- 熊田 - つまみ枝豆

八百屋。通称「クマさん」。
- 田端 - 福井博章

魚屋。通称「ハチ公」。

### 派出所の近所に住む小学生
- トン吉 - 畠山紫音
- チン平 - 高橋晃
- カン太 - 吉田翔

### 両津勘吉の両親
- 両津銀次 - ラサール石井

両津勘吉の父であり、佃煮屋の店主。職人気質で頑固一徹な性格であり、そのため息子の勘吉と同じくとても短気で喧嘩っ早い。勘吉とはいつも喧嘩ばかりしている。
- 両津よね - 柴田理恵

両津勘吉の母。いつも喧嘩ばかりしている勘吉と銀次には頭を痛めている。

### ゲスト
第1話
- キタノ（謎のおじさん） - ビートたけし（友情出演）
- 神田明神（神輿職人） - 國村隼
- 神田寅次郎（神田明神の息子） - 劇団ひとり
- 花巻（テレビ番組のレポーター） - ベッキー（友情出演）
- 女性社員 - 岩佐真悠子
- 芹沢（DTBSのディレクター） - 酒井敏也
- DTBSのスタッフ - 高木正晃、松本大卒
- 人形焼屋のおばちゃん - 青木和代
- 大黒家の主人 - 椎名泰三
- 団子屋の女性 - 根本美緒
- 六西会の担ぎ手（第6話にも登場） - 佐々木健介&健介ファミリー
- 六西会の女性 - 北斗晶
- 石井さん（レポーター） - 石井智也
- 両津に自転車を奪われた女性 - 松本じゅん
- 賞金の100万円を盗んだ男 - 内山信二
- ナレーション（亀有神輿キャノンボールCM） - 立木文彦
- ナレーション（情熱大陸） - 窪田等
- 亀有神輿キャノンボールの実況 - 初田啓介
- 競馬の実況 - 小笠原亘

第2話
- 加山雄三（本人役）
- モエコ（現在） - 渡辺えり
- モエコ（45年前） - 石原さとみ
- 新人警官 - オードリー
- アイドル少女 - 新井ひとみ、澤那朱鳥、鈴木裕乃
- ナレーション（両津の妄想「昭和の駄菓子屋王!両さん!!」） - 山崎バニラ

第3話
- 派出所の近所に引っ越して来た女性 - 観月ありさ（友情出演）
- 荒木格之進（400年の間成仏できずにいる侍） - 田口淳之介（当時KAT-TUN）
- 地元のヤンキー - 木下優樹菜
- 日暮熟睡男 - 宮藤官九郎
- 偽の幽霊 - 清水優、茜ゆりか、つちうち潤

第4話
- 御所ヶ原金五郎之助佐ヱ門太郎 組長 - 西田敏行
- 夏子（御所ヶ原の娘） - 片瀬那奈
- 健二（夏子の夫でレストランの料理人） - 阿部力
- 政（御所ヶ原組の一員） - 堀部圭亮
- 松吉 - 玉袋筋太郎
- 刃金 - 猪野学
- マジシャン - ふじいあきら

第5話
- 白鳥麗次 - 稲垣吾郎
- 秋本飛飛丸（麗子の父） - 大和田伸也
- 新葛飾署・装備係 - 泉ピン子（友情出演）
- 深沢（花屋） - 佐藤祐一

第6話
- 真奈美（強盗団「エンジェルダスト」のリーダー） - 島袋寛子
- 洋介（「エンジェルダスト」の一員） - 田中幸太朗
- 幸成（「エンジェルダスト」の一員） - 小柳友
- 幸成に後頭部を殴られた警官 - 今奈良孝行
- AKB48（本人役）
- 須崎（中川財閥専務） - 綾田俊樹

第7話
- 本田速人 - 内村光良
- 美佐（「亀の子学園」の保育士） - 本上まなみ
- 「亀の子学園」の園長 - 温水洋一
- 引ったくり犯 - 尾上寛之、裵ジョンミョン
- バスジャック犯 - 前田健

最終話
- 村瀬賢治 - 中村獅童
- 吉岡（両津が通っていた小学校の用務員） - 平泉成
- 日下部警部 - デビット伊東
- 刑事2 - みのもんた
- 機動隊員 - ウド鈴木・天野ひろゆき
- 泉（両津の小学校担任） - 優香（友情出演）
- ヒロシ（村瀬の弟分） - 郭智博
- 銀行強盗犯 - 浅利陽介、鈴木亮平
- 両津勘吉（小学校時代） - 今井悠貴
- 村瀬賢治（小学校時代） - 吉川史樹
- 謎の男（両津の小学校時代の同級生「花火屋のたく坊」） - 木村拓哉（友情出演）

## スタッフ
- 原作 - 秋本治「こちら葛飾区亀有公園前派出所」（集英社「週刊少年ジャンプ」連載）
- 脚本 - マギー
- 音楽 - 川嶋可能
- 演出 - 英勉、坪井敏雄、武藤淳
- プロデューサー - 瀬戸口克陽、高橋正尚
- 協力プロデューサー - 渡辺良介
- 著作・制作 - TBSテレビ

## 主題歌、挿入歌
「こちら葛飾区亀有公園前派出所」（ビクターエンタテインメント）
作詞・作曲 - 小西康陽、歌 - 両さん
- ディープ・パープル「Burn」※最終話のみ

## 放送日程
| 各話                                                          | 放送日       | サブタイトル | 演出     | 視聴率 |
| ------------------------------------------------------------- | ------------ | --- | -------- | ------ |
| 第1話                                                         | 2009年8月1日 | 笑って泣ける伝説の名作遂にドラマ化!! 両さんが日本を明るくします                                                                      | 英勉     | 12.2%  |
| 第2話                                                         | 8月8日       | 昭和タイムスリップ!! 運命の恋と別れ                                                                                                  | 英勉     | 11.3%  |
| 第3話                                                         | 8月15日      | イケメン幽霊の悲しい秘密成仏（秘）作戦                                                                                               | 坪井敏雄 | 07.6%  |
| 第4話                                                         | 8月29日      | すれ違う父娘…人情結婚式で涙の再会 | 坪井敏雄 | 05.9%  |
| 第5話                                                         | 9月5日       | 恋の三角関係!! 麗子はワシの宝物だ!!                                                                                                  | 英勉     | 06.5%  |
| 第6話                                                         | 9月12日      | 両さんと中川が入れかわっちゃった!?                                                                                                   | 武藤淳   | 07.6%  |
| 第7話                                                         | 9月19日      | 2重人格!? 純情白バイ警官珍デート!!                                                                                                   | 坪井敏雄 | 07.9%  |
| 最終話                                                        | 9月26日      | さよなら両さん!! 読者が選ぶ “泣ける” エピソード不動のNo.1 20年の時を越えて思い出の校庭で再会した 2人の涙と友情と約束のタイムカプセル | 英勉     | 11.8%  |
| 平均視聴率 9.3%（視聴率はビデオリサーチ調べ、関東地区・世帯） |              | |          |        |

- 2009年8月22日は『世界陸上ベルリン大会8日目・男子マラソン』放送のため休止。

## 劇場版
『こちら葛飾区亀有公園前派出所 THE MOVIE 〜勝どき橋を封鎖せよ!〜』（こちらかつしかくかめありこうえんまえはしゅつじょ ザ・ムービー 〜かちどきばしをふうさせよ!〜）のタイトルで映画化。2011年8月6日に松竹系劇場にて公開された。

### 概要
「こち亀」の連載開始35周年を記念して製作。出演者・制作スタッフもドラマ版とほぼ共通するが、両津の幼なじみの女性役に深田恭子、犯人役に谷原章介と平田満、警視正役に沢村一樹、警察庁長官役に夏八木勲が、実写映画版のキャストに加わる。しかし、監督は本作品に初参加となる川村泰祐が起用され、脚本家もドラマ版の脚本を全話執筆したマギーから森下佳子や高橋麻紀、そしてアニメ版のテレビスペシャルにて脚本を執筆した経験がある十川誠志に交代となった。
実写映画版の内容はコメディの要素に加え、シリアスでなおかつサスペンスとハードボイルド的要素も加えたストーリーとなっている。タイトルロゴはフジテレビの刑事ドラマ『踊る大捜査線』（1997年）に準拠したものを使用し、実写映画版のタイトルも同作の劇場版第2作『踊る大捜査線 THE MOVIE 2 レインボーブリッジを封鎖せよ!』（2003年）から捩った物である。キャッチコピーは「両さんが日本の元気を守る！」。
丸の内ピカデリー3他全国277スクリーンで公開され、2011年8月6日、8月7日の初日2日間で興収9868万1550円、動員8万3146人になり映画観客動員ランキング（興行通信社調べ）で初登場第7位となった。東京放送ホールディングス発表の興行収入は8.17億円、動員は73万人。2015年3月29日の19:00 - 20:54にTBS系で地上波テレビ初放送された。視聴率は関東地区で5.7%を記録した（ビデオリサーチ調べ）。

### あらすじ
亀有公園前派出所配属の警察官・両津勘吉（香取慎吾）はある日、小学生時代の幼なじみで旅芸人として日本中を旅している沢村桃子（深田恭子）と再会を果たす。桃子はシングルマザーで、小学生の長女ユイ（川島鈴遥）と二人で暮らしている。そんな中、ユイが何者かに誘拐され、両津たちは事件解決のためにあらゆる手段を尽くす。

### キャスト（映画）
- 沢村桃子 - 深田恭子
- ユイ - 川島鈴遥
- 島崎光男 - 谷原章介
- 黒木警視正 - 沢村一樹
- 城山警察庁長官 - 夏八木勲
- 横田泰三 - 平田満

### スタッフ（映画）
- 原作 - 秋本治「こちら葛飾区亀有公園前派出所」（集英社「週刊少年ジャンプ」連載）
- 監督 - 川村泰祐
- 脚本 - 森下佳子、高橋麻紀、十川誠志
- 音楽 - 菅野祐悟
- エグゼクティブ・プロデューサー - 濱名一哉、飯島三智
- プロデューサー - 山田康裕、瀬戸口克陽、石丸彰彦、高橋正尚、福島聡司
- 撮影 - 唐沢悟
- 録音 - 小松将人
- 照明 - 石田健司
- 美術 - 岩城南海子
- 編集 - 松尾浩
- 企画・制作 - TBSテレビ
- 制作プロダクション - シネバザール
- 配給 - 松竹
- 製作 - 「こちら葛飾区亀有公園前派出所 THE MOVIE」製作委員会（TBSテレビ、ジェイ・ドリーム、毎日放送、博報堂DYメディアパートナーズ、中部日本放送、集英社、RKB毎日放送、TCエンタテインメント、TBSラジオ&コミュニケーションズ、エフエム東京、東北放送、静岡放送、中国放送、北海道放送）

### 主題歌
- 両さん（香取慎吾）「三百六十五歩のマーチ」（ビクターエンタテインメント）

### ソフト化
2012年2月8日発売。Blu-rayとDVDでリリース。発売元はTBS、販売元はTCエンタテインメント。Blu-ray版にはカスタマイズメニュー機能（8種類）を搭載。
- こちら葛飾区亀有公園前派出所 THE MOVIE 〜勝どき橋を封鎖せよ!〜 通常版（1枚組）
- こちら葛飾区亀有公園前派出所 THE MOVIE 〜勝どき橋を封鎖せよ!〜 豪華版（2枚組）
  - ディスク1：本編ディスク（通常版と同様）
  - ディスク2：特典DVD
  - 特製アウターケース付きデジパック仕様

## 映像ソフト
こちら葛飾区亀有公園前派出所 DVD-BOX
2010年2月10日にTCエンタテインメントより発売。特典映像として、生放送ナビ&メイキング集、香取慎吾1ショットインタビュー、秘蔵打ち上げVTR、ゲスト インタビュー集、ゲスト クランクアップ集、「こち亀」思い出の写真館、「こち亀」ミニチュアセット紹介、ノンクレジットタイトルバック、宣伝SPOT集が入っている

## その他
- 本作品で両津役を演じた香取は、アニメ版（2000年10月1日放送分）に慎吾ママとして出演経験がある。また第2話で慎吾ママのセリフである「おっはー」を口にするシーンがある。
- 元々両津役にはアニメ版と舞台版でも両津を演じたラサール石井がオファーされていたが、ラサール自身が辞退したため香取が起用されることになった[2]。ラサールはドラマ版では両津の父・銀次役で出演している。
- 前番組『MR.BRAIN』最終話では、「同じSMAPが主演であったこと」「本番組の宣伝」などの理由で、香取が登場している。また、本番組の最終回では木村・獅童・平泉などの『MR.BRAIN』のレギュラーが登場している。ただし、どちらとも、別の役での登場であり2つの作品が同じ世界観にあるわけではない。ただし本番組の最終回の終盤で香取演じる両津が『MR.BRAIN』のタイトルを話すシーンがあった。
- 第1話は通常より15分枠拡大の21:08までの放送。また土曜21時枠の『日立 世界・ふしぎ発見!』が改編期・年末年始以外での、土曜20時枠の時間枠拡大による休止となった。なお、21:09 - 21:15は『JNNフラッシュニュース』を15分繰り下げで放送、21:15以降は『情報7days ニュースキャスター』を前倒し拡大で放送した。
- 第2話以降の冒頭（2分30秒）は生放送で、両津（香取慎吾）が中継先（第2話は葛飾区青戸の盆踊り会場、第3話は川崎市中原区某所、第4話は千葉県船橋市の某所、第5話は横浜市のホテルモントレ横浜の結婚式会場、第6話は江戸川区の某幼稚園、第7話は池袋のニッテイライフ、第8話は葛飾区の亀有香取神社）から主題歌を歌った。
- 亀有香取神社は第1回でもロケ現場（神主が神輿レースのスタート合図である法螺貝を吹いていた）となっているほか、原作にも何度か登場している[9]。
- 最終回は2時間スペシャルを放送し、エンディングでも両津が主題歌を歌った。エンディングの歌の部分は両国国技館で「こち亀」主題歌CDの初版出荷分に封入されていた応募用ハガキで抽選によって選ばれた観客を集めて撮影された。
- TBS、北海道放送、チューリップテレビ、新潟放送、中部日本放送は最終回が18:55 - 20:54に放送された（18:55 - 19:00は『もうすぐこちら葛飾区亀有公園前派出所!』が放送されるためフライングスタート扱いとなる）。それ以外の最終回が放送される地域は19:00 - 20:54に放送された。
- 2009年12月31日にNHKで放送された『第60回NHK紅白歌合戦』の企画「こども紅白歌合戦」では、審査員として香取が両津に扮して登場した。また、2011年8月14日に同じくNHKで放送された『MUSIC JAPAN』の「なつやすみ☆こどもスペシャル」回にも香取扮する両津がゲスト出演した[注 4]。
- 2011年夏公開の映画のため、2011年1月下旬 - 2月中旬ごろまで亀有公園内に作中の派出所を模したセットを設置し、撮影を行っていた。
- 2011年、フジテレビで放送された『FNS27時間テレビ めちゃ2デジッてるッ! 笑顔になれなきゃテレビじゃないじゃ〜ん!!』での矢部浩之の100kmマラソンにおいて、TBSの夏サカスで矢部が給水をしている時に香取扮する両津が乱入。夏サカスの『こち亀』のブースや劇場版の宣伝をした[注 5]。
- 「香取慎吾の両津」は原作者の秋本治に「第1巻第1話のころの両津に似ている」と評されている（ぴったんこカンカンより）[出典無効]。
- 香取と本田速人を演じた内村光良は2006年にフジテレビの『月9』枠で放送されたドラマ『西遊記』、第6話にAKB48のメンバーとしてゲスト出演した前田敦子とは2013年にフジテレビで放送されたドラマ『幽かな彼女』でも共演している[注 6]。